# 北村けんじ
北村 けんじ（きたむら けんじ、本名：北村憲司、1929年9月14日 - 2007年8月21日 ）は、日本の児童文学作家。

## 経歴
1929年（昭和4年）9月14日、福岡県山門郡瀬高町（現在のみやま市瀬高町）に生まれた。3歳の時に三重県桑名郡多度村（現・桑名市）に転居し、多度村立多度小学校、旧制三重県立桑名中学校を卒業した。18歳だった1947年（昭和22年）、恩師の勧めによって多度小学校の代用教員となった。その後、三重大学学芸学部養成科（現・教育学部）を卒業した。
三重県内の小学校で教員を務めるかたわら、数多くの児童文学を創作した。1970年（昭和45年）、『ハトと飛んだボク』で新美南吉文学賞を受賞した。1972年（昭和47年）、『まぼろしの巨鯨シマ』で第19回サンケイ児童出版文化賞（現・産経児童出版文化賞）を受賞した。1991年（平成3年）に多度町立多度中小学校の校長を最後に定年退職し、以後は創作活動に専念した。退職後には三重大学や四日市大学で講師を勤めている。1994年（平成6年）、『しいのきのひみつのはなし』で第5回ひろすけ童話賞を受賞した。2001年（平成13年）5月には『毎日新聞』大阪本社版で「空をとんだかっぱのカワ太郎」を連載した。
晩年には桑名市立中央図書館に児童文学に関する資料を寄贈した。北村の著作、児童文学関係の雑誌、自筆原稿、書簡などの資料などがあり、桑名市立中央図書館の歴史の蔵（郷土資料室）に「北村文庫」としてまとめられている。北村が長らく居住した多度町のふるさと多度文学館には北村けんじコーナーがある。2007年（平成19年）8月21日に死去した。

## 所属
- 三重児童文学の会
- 日本児童文芸家協会
- 日本児童文学者協会

## 受賞歴
- 第11回毎日児童小説賞（『ちいさな駅のむくれっこ』）
- 1970年 - 新美南吉文学賞（『ハトと飛んだぼく』）
- 1972年 - 第19回サンケイ児童出版文化賞（『まぼろしの巨鯨シマ』）
- 1994年 - 第5回ひろすけ童話賞（『しいのきのひみつのはなし』）
- 第36回日本児童文学者協会賞（『ギンヤンマ飛ぶ空』）
- 第28回日本児童文芸家協会賞特別賞（『クジャク砦からの歌声』）
- 2001年 - 第1回三重県文化賞・文化大賞

## 著作
- 『うりんこの山』（瀬川康男絵、理論社） 1968
- 『ハトと飛んだぼく』（三井永一画、大日本図書、子ども図書館） 1970
- 『まぼろしの巨鯨シマ』（瀬川康男絵、理論社） 1971
- 『ねしょんべんものがたり』（堀尾青史脚本、北島新平画、川島美子展開指導、童心社） 1973
- 『家のなかは動物えん』（三谷靭彦絵、日本書房） 1974
- 『チョビ屋は町のまがりかど』（上矢津絵、偕成社） 1974
- 『トモカヅキのいる海』（田畑精一絵、理論社） 1975
- 『亀ととやんとぼしゃぼしゃ』（藤島生子絵、アリス館牧新社） 1976
- 『坂道のある学校』（鈴木たくま絵、偕成社） 1976
- 『さよのいそ笛』（鈴木義治画、童心社、現代童話館） 1976
- 『サロクふうりん』（飯原一夫絵、理論社） 1977
- 『ドンが見た風の鳥』（鈴木たくま絵、小峰書店） 1977
- 『こんなおいしいものはあじめて』（わかやましずこえ、小峰書店） 1978
- 『風よぶカモン』（今井弓子絵、PHP研究所） 1979
- 『なきむしクラスの1とうしょう』（伊勢英子絵、金の星社） 1979、のちフォア文庫
- 『サーカスのただきっぷ』（難波三十四絵、太平出版社） 1980
- 『ヤチャぼうは三年生』（伊勢英子絵、ポプラ社） 1981
- 『小海女のふきちゃん』（石倉欣二絵、小峰書店） 1982
- 『ふたりの夕焼け』（小林与志絵、偕成社） 1982
- 『桔梗屋のキツネたち』（津田櫓冬絵、大日本図書） 1983
- 『くちぶえふいた子だあれ』（勝又進絵、理論社） 1983
- 『トマト先生のくしゃみ』（鈴木たくま絵、新日本出版社） 1983
- 『ぼくがサムライになった日』（今井弓子絵、金の星社） 1983
- 『松本先生きらいです』（石倉欣二絵、小峰書店） 1986
- 『カモメが光ってとんだ。』（高橋透絵、教育画劇、スピカの創作童話） 1988
- 『どくろの旗がわらってる』（古味正康絵、理論社） 1988
- 『ふたりぼっちのおるすばん』（今井弓子絵、くもん出版） 1989
- 『わたしはのらねこてんこうせい』（三好百合子絵、金の星社） 1989
- 『テッちゃんにあげるカタツムリ』（今井弓子絵、草炎社） 1990
- 『木の精こだま物語』（石倉欣二絵、小峰書店） 1991
- 『ぼくのたまご戦争』（藤田ひおこ絵、偕成社） 1991
- 『4年1組わらったアカンベエ』（福田岩緒絵、金の星社） 1991
- 『だれもいないまんいんでんしゃ』（古味正康絵、文渓堂） 1992
- 『しいの木のひみつのはなし』（永井やすこ絵、草土文化） 1993
- 『小さな小さな海うさぎ』（ふりやかよこ絵、新日本出版社） 1993
- 『紙ヒコーキできた女の子』（ふりやかよこ絵、草炎社） 1994
- 『子ヤギの木』（ふりやかよこ絵、新日本出版社） 1994
- 『ギンヤンマ飛ぶ空』（石倉欣二絵、小峰書店） 1995
- 『ふしぎなかくれんぼ』（遠藤てるよ絵、文研出版） 1995
- 『カッポ馬みちさかなみち』（遠藤てるよ絵、文研出版） 1997
- 『五月の絵本』（ふりやかよこ絵、新日本出版社） 1997
- 『ようこそドングリおんせんへ』（宮本忠夫絵、新日本出版社、新日本ひまわり文庫） 1999
- 『川ねずみポーの花火』（おぼまこと絵、小峰書店） 2000
- 『風伝の犬ハナ』（三谷靱彦絵、小峰書店） 2001
- 『カワ太郎空をとぶ』（古味正康絵、けやき書房） 2002
- 『クジャク砦からの歌声』（石倉欣二絵、小峰書店） 2003